# 鳞状细胞癌
鳞状细胞癌又称表皮样癌（epidermoid carcinoma），简称鳞癌，是一类由鳞状上皮细胞转化而来的恶性肿瘤。鳞状上皮细胞位于皮肤、嘴唇、口腔、食道、膀胱、前列腺、肺部、阴茎、阴道和子宫颈等处。尽管他们都统称“鳞状细胞癌”，但在不同位置上病发的鳞状细胞癌会有症状、发病史、预后和癌症治疗方法的不同。
鳞状细胞癌在组织学上和其他癌症有所不同。它由鳞状细胞的复制失控引起，或者细胞在复制或组织结构上异常有关，比如角蛋白、张力丝、细胞桥粒以及细胞和细胞之间的链接结构。

## 分类
癌症通常被视为可转移性疾病中一个最大的异常异构家族，而鳞状细胞癌则是其中的一个最大子类。所有的鳞状细胞肿瘤均来自于癌症干细胞的大量失控地复制，鳞状细胞癌由干细胞而生，并且生存在身体的很多区域。这类癌细胞的聚集使得科学家能够聚焦于某一特定的组织，确定其祖细胞的位置。这些被称之为鳞状细胞原位癌，这类诊断确定肿瘤仍然未穿透基底膜或结构，去侵占其他毗连组织。一旦癌细胞恶化增长并渗透、穿过及破坏连组织，其被称为“侵略性的”鳞状细胞癌。一旦肿瘤开始具备侵略性，它即能侵占其他组织，并引起肿瘤转移。

### 原发位置
国际肿瘤学分类法（ICD-O）系统陈列地一类形态学子类及恶性鳞状细胞肿瘤，包括：
- 乳头状甲状腺癌（英语：Papillary thyroid cancer） (Code 8050/3)
- 疣状鳞状细胞癌 (Code 8051/3)
- 乳头状鳞状细胞癌 (Code 8052/3)
- 鳞状细胞癌 (Code 8070/3)
- 大细胞角化性鳞状细胞癌 (Code 8071/3)
- 大细胞非角化性鳞状细胞癌 (Code 8072/3)
- 小细胞角化性鳞状细胞癌  (Code 8073/3)
- 梭形细胞鳞状细胞癌 (Code 8074/3)
- 腺样鳞状细胞癌 (Code 8075/3)
- 表皮内鳞状细胞癌 (Code 8081/3)
- 淋巴上皮癌 (Code 8082/3)

一些其他鳞状细胞癌变体归类为其他系统，比如
- 角化棘皮瘤（英语：Keratoacanthoma）

### 形态
- 基底细胞癌
- 博文氏病（英语：Bowen's disease）是一种阳光引起的皮肤疾病，也被视为鳞状细胞癌的早期形式
- 增殖性红斑（英语：Erythroplasia of Queyrat）
- 角化棘皮瘤（英语：Keratoacanthoma）是一种初级皮肤癌症。它产生于皮脂腺，与鳞状细胞癌在临床显示和显微镜分析中具有相似性，尽管其包括一个中心角化栓。统计学意义上，它不像鳞状细胞癌那么有侵略性。
- 马氏溃疡（英语：Marjolin's ulcer）是一类鳞状细胞癌，产生于未愈合的皮肤溃疡或烧伤。

### 微观形貌
一种对鳞状细胞癌分类的方法是通过它们在显微镜下的组织学成像。分类包括：
- 腺样鳞状细胞癌（或称为假腺样鳞状细胞癌）， 为实性和排列成腺样结构的上皮细胞组成[6]:743
- 基底样鳞状细胞癌，是一组少见的、好发于上呼吸道和上消化道的恶性肿瘤[6]:743
- 透明细胞鳞状细胞癌（或称为皮肤透明细胞癌） ，是一组角化细胞组成、病发为浮肿肿胀（英语：hydropic swelling）的恶性肿瘤[6]:743
- 印戒细胞鳞状细胞癌（或称为印结细胞鳞状细胞癌）是一组含有大量角蛋白和液胞的癌细胞，与扩大的内质网一致[6]:743。癌细胞胞浆内出现大量粘液，将细胞核推向一边，在显微镜下看起来像戒指，称之为印戒状细胞。
- 梭形细胞鳞状细胞癌（或称之为梭形细胞癌）[7]，是为一组梭形细胞组成[6]:743

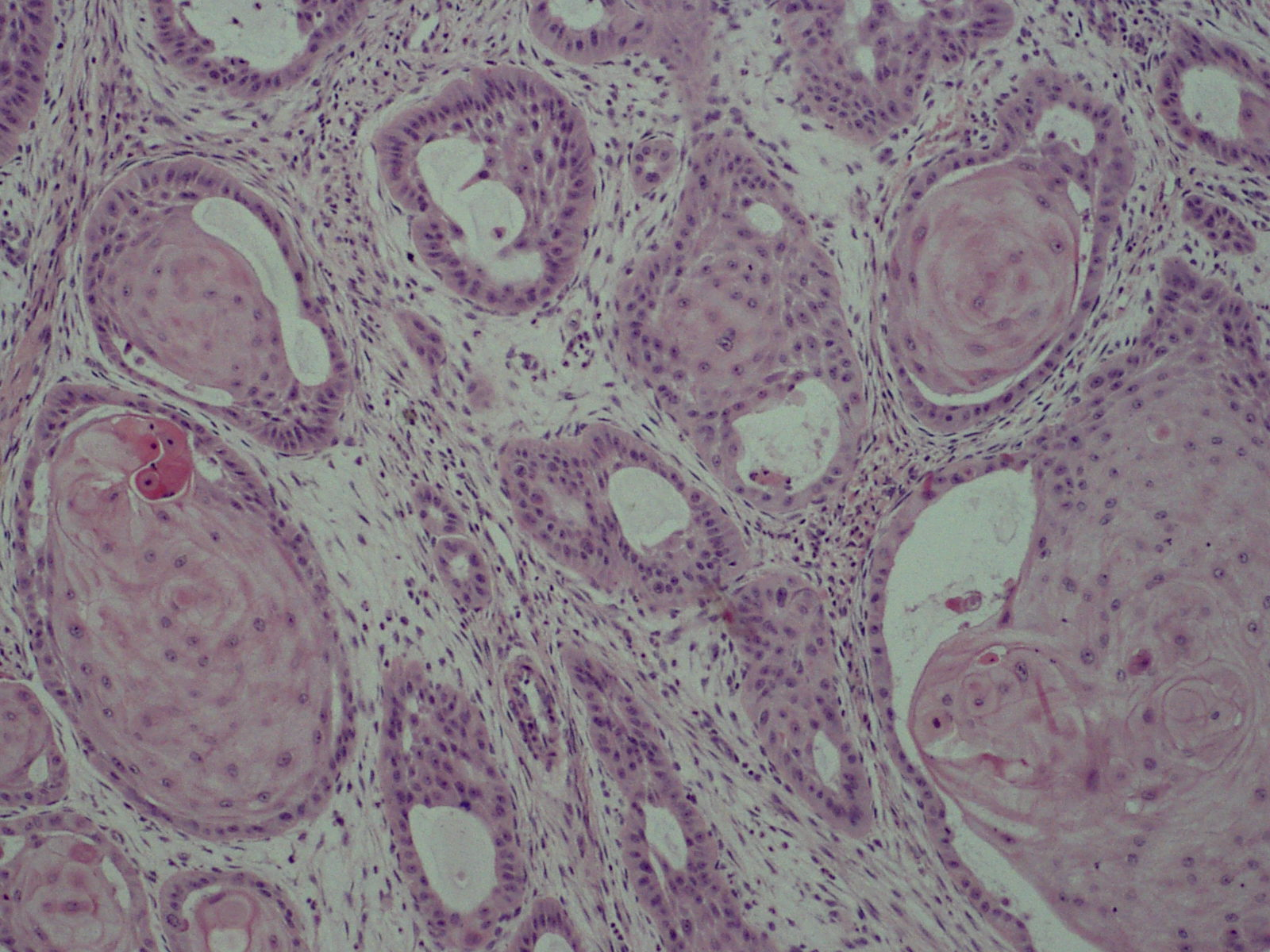
腺样鳞状细胞癌
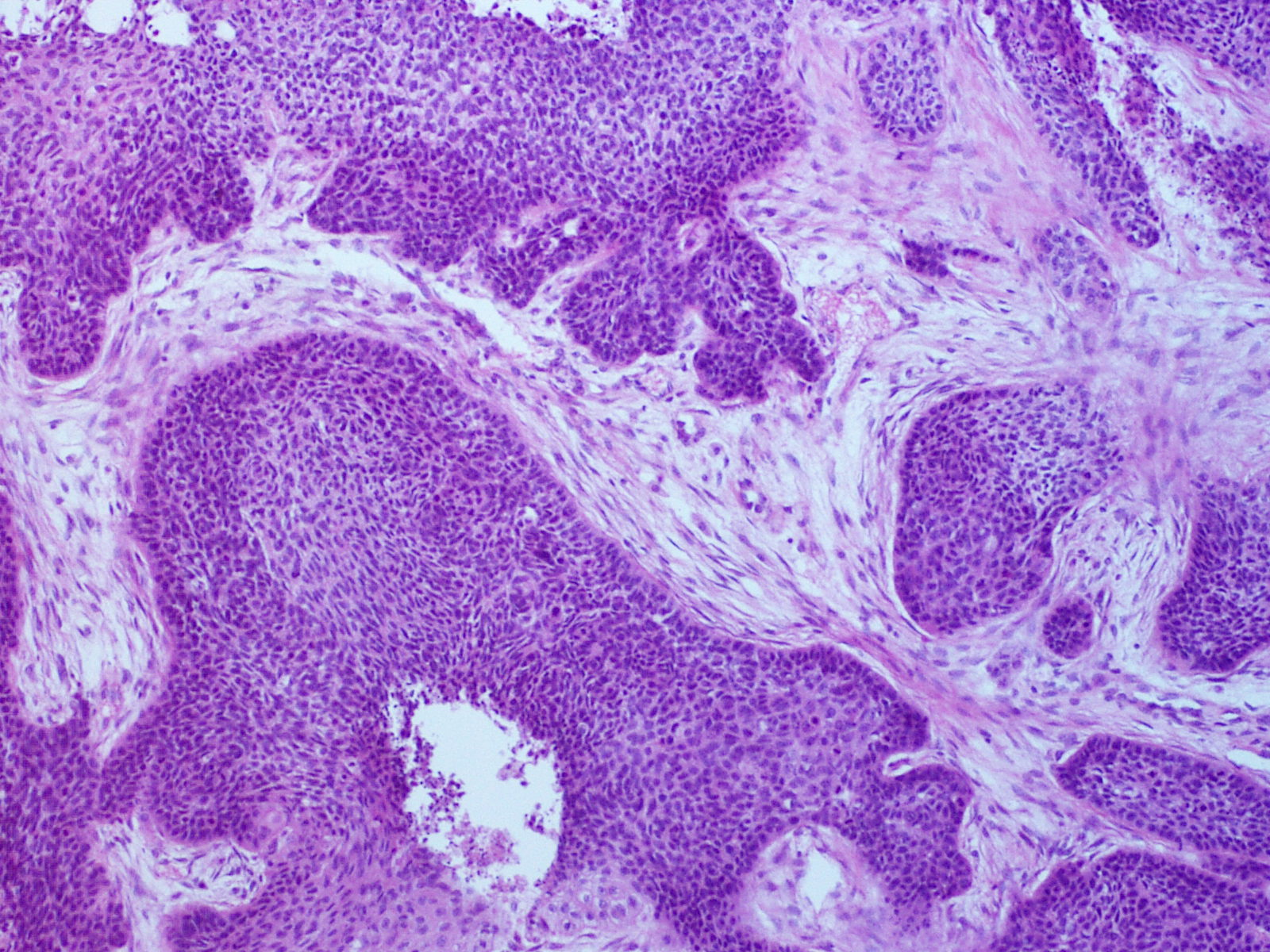
基底样鳞状细胞癌
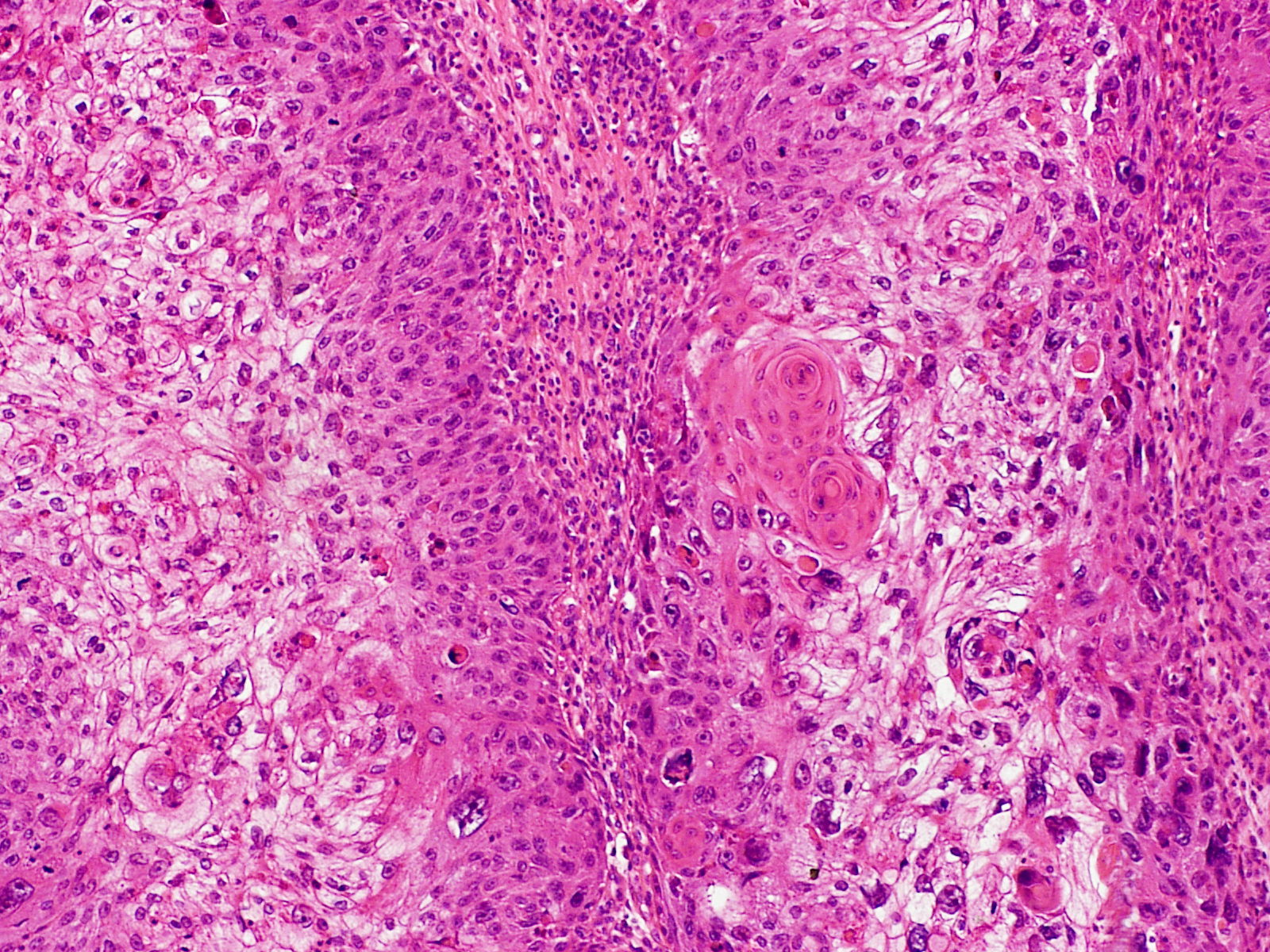
透明细胞鳞状细胞癌
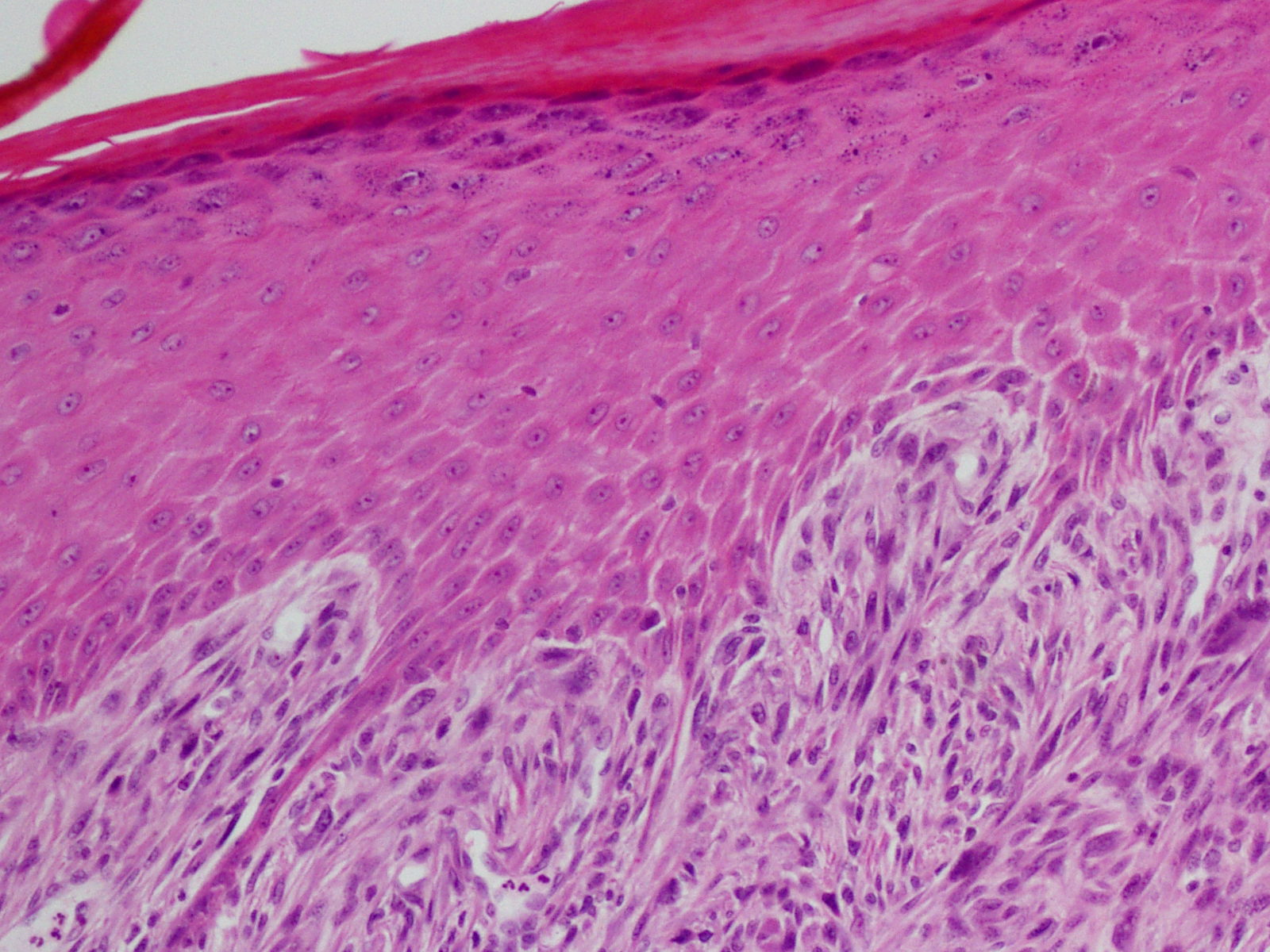
梭形细胞鳞状细胞癌

## 体征和症状
根据鳞形细胞癌位于的器官不同，病症也会完全不同。
- 皮肤鳞形细胞癌的症状开始于小结，随后变大形成坏疽的腐肉，小结溃疡化。
- 鳞形细胞癌对身体机能的损害往往是无症状的
- 皮肤溃疡或红斑的生长通常很缓慢
- 肿瘤间歇性出血，特别是唇部鳞形细胞癌
- 鳞形细胞癌的临床表现各有不同
- 肿瘤特征反应为有硬状突起的溃疡边缘
- 肿瘤通常呈现为硬斑块或丘疹形状，通常为乳白状伴有毛细管扩张
- 肿瘤可能在表层皮肤下隐藏，并突然溃烂并入侵到其他相邻组织
- 肿瘤通常位于日晒部位（比如手背、头皮、嘴唇和耳廓）
- 在唇部的肿瘤通常呈小型溃疡，很难治疗而且间歇性流血
- 有慢性皮肤光损伤的情况，比如混合型的光化性角化病
- 肿瘤生长相对缓慢
- 不像基底细胞癌；鳞形细胞癌有很大的恶性趋势
- 有创伤的鳞形细胞癌更易成为恶性肿瘤，特别对于有抑制免疫的患者。
- 大约1/3的舌部和粘膜鳞形细胞癌在诊断时就已经成为恶性肿瘤（这常与烟草或酒精使用有关）

## 病理

### 人类乳头瘤病毒
人类乳头瘤病毒和一些鳞状细胞癌有关，比如人乳头瘤病毒阳性口咽癌、肺部、指部，以及肛门或生殖器区鳞状细胞癌。

### 位置

#### 皮肤
皮肤鳞状细胞癌占所有皮肤癌的第二名（最多是基底细胞癌、第三是黑色素瘤）。它主要发生于曝光的皮肤部位，阳光过多照射和免疫抑制是皮肤鳞状细胞癌的危险因素，而长期阳光曝晒（紫外线）则是最危险的环境因素。其表面特质为皮肤生长着粗糙、鳞状小包和红斑。位于嘴唇和耳朵部位的鳞状细胞癌有很高的恶性转化指标（20-50%的案例）。伴有免疫抑制或淋巴增生性障碍（白血病）的患者，其鳞状细胞癌具有更侵略性的特质。
鳞状细胞癌占有20%的非黑色素皮肤癌比例，但是由于其显著性及增长特点，90%的全部头部或颈部原发性癌症都带有皮肤鳞状细胞癌。不像基底细胞癌，鳞状细胞癌有非常强的恶性趋势，通常转移到淋巴结，病情并且更加恶化。其早期病状情况，有时称为博文氏病。
纱丽服癌症通常发生于穿戴纱丽服的女性腰部，并产生皮肤剥落或色素沉着。这是一类非常罕见的癌症，并常发现于印度次大陆——当地女性将纱丽服当做日常穿着。
此类鳞状细胞癌经常采取手术切除治疗或莫氏手术；非手术治疗的方法包括有局部化学疗法、局部免疫反应调整、光动力治疗、放射疗法和系统性化学疗法。对于这些局部疗法，比如咪喹莫特乳膏、PDT等，被限制使用于恶性肿瘤前、和原位癌。放射疗法则是对于不能采取手术治疗的患者，以及恶性肿瘤期和高危险皮肤鳞状细胞癌的辅助治疗方法。

#### 头部及颈部

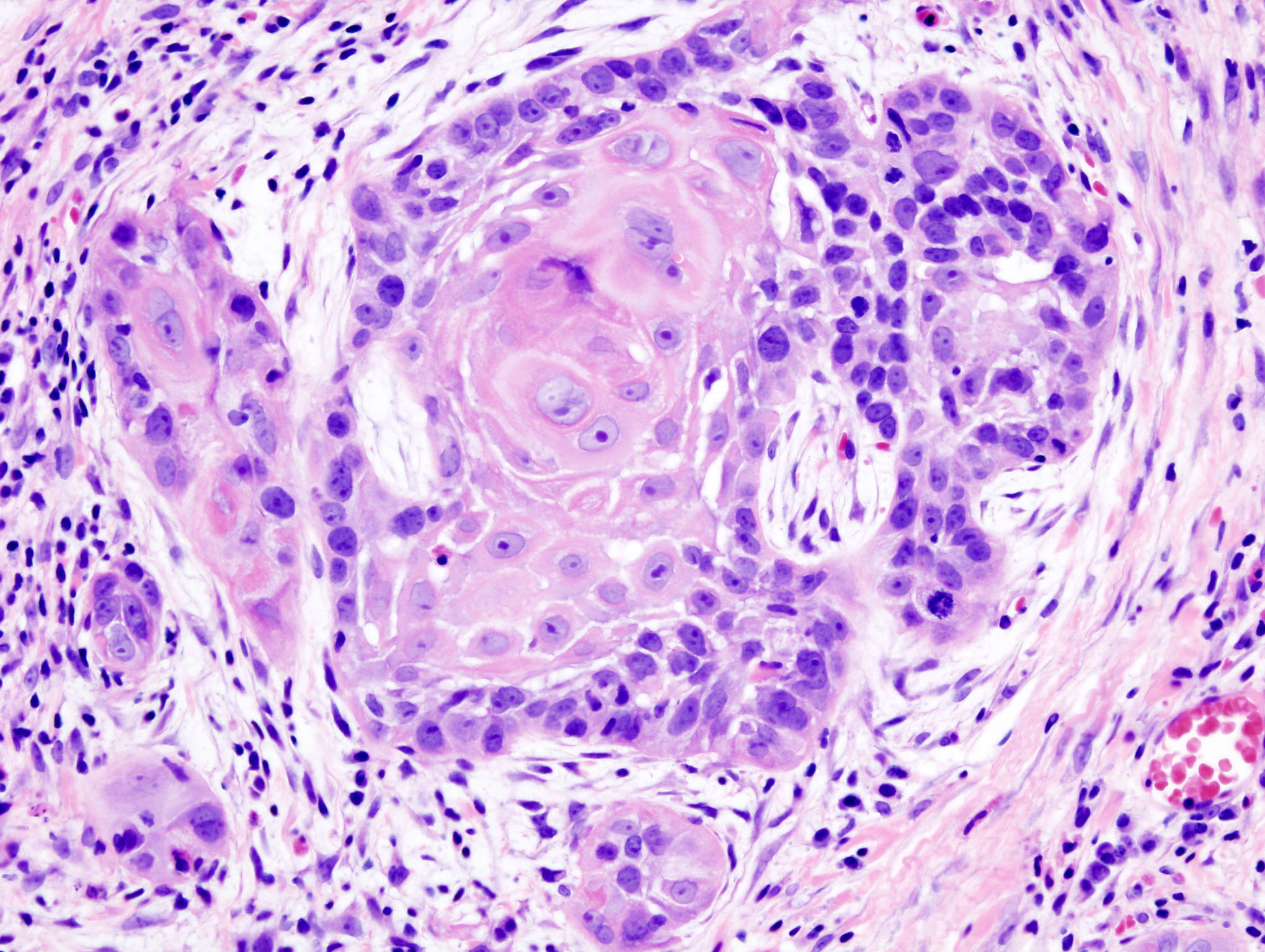
高度显微镜下的活检成像：口腔鳞状细胞癌已经高度分化

90%的头颈部癌症（口腔、鼻腔、鼻咽、咽喉及相关器官）均为鳞状细胞癌。其特征包括很难治愈的口腔溃疡、声音嘶哑、和其他相关问题。治愈方式包括手术切除和放射疗法。吸烟、酒精饮料和造血干细胞移植也是引发这类疾病的危险因素。此外，研究发现25%的口腔和35%的颈部鳞状细胞癌案例均被发现伴有人乳头状瘤病毒。

#### 甲状腺
甲状腺鳞状细胞癌具有很强的入侵性，其原发性症状往往预后很差。

#### 食道
食道癌可能由鳞状细胞癌或腺癌引起。食道鳞状细胞癌通常病发于接近口腔，而腺癌则常病发于接近胃部。吞咽障碍和吞咽疼痛为常见的早期症状。如果疾病是未转移的，采用食管切除术会有治愈的可能。如果疾病已经转移，医生则通常采用化学疗法或放射疗法。锌缺乏症也是一些鳞状细胞癌的诊断依据，以及病人是否经常进行长期酒精摄入等。锌缺乏症与鳞状细胞癌有很密切的直接关联，并且通过它可以对鳞状细胞癌的病情进行诊断。

#### 肺部

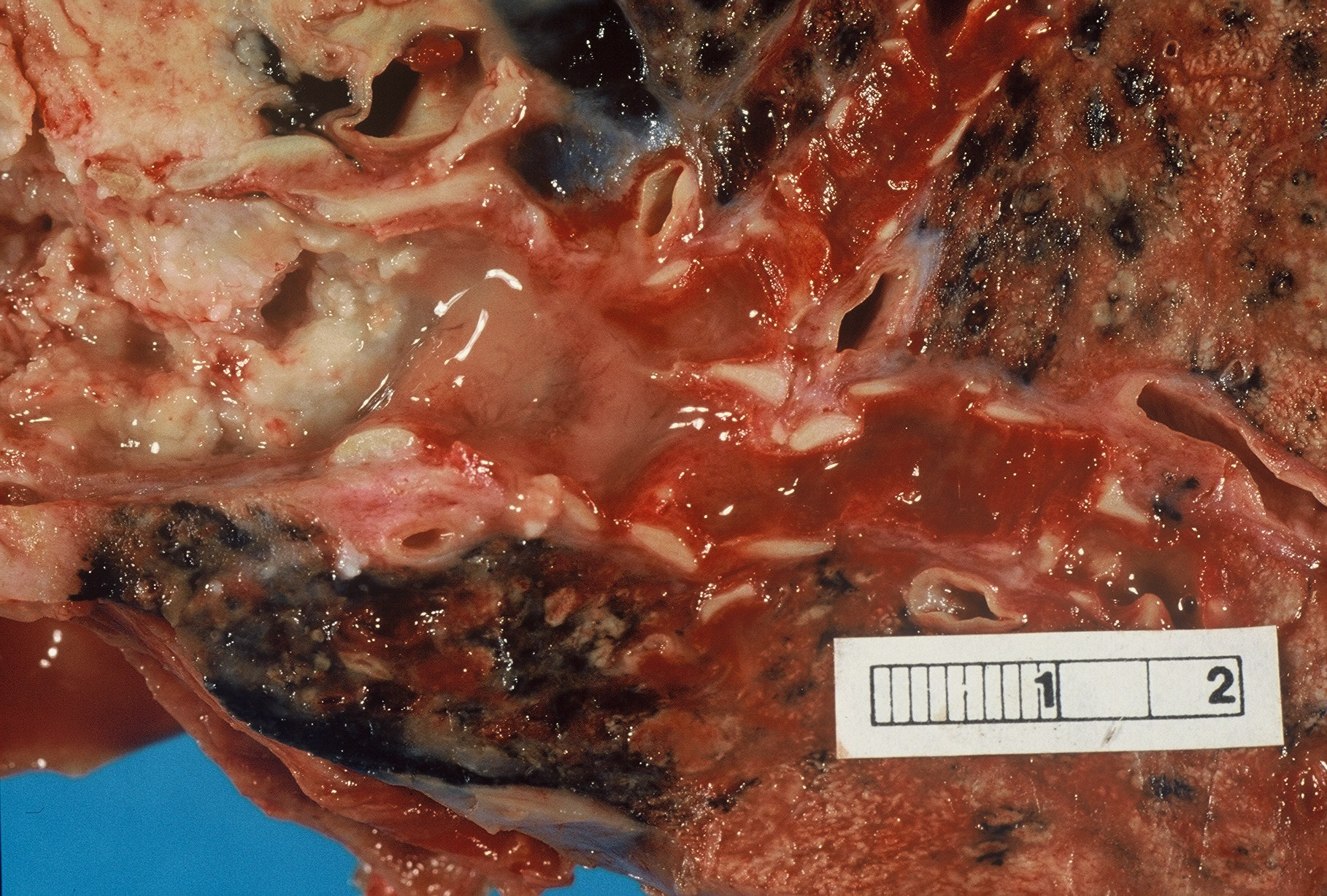
肺部鳞状细胞癌呈像。肿瘤位于左部，并阻碍肺部支气管。在肿瘤上方，支气管已经发炎并伴有大量粘液

肺部鳞状细胞癌是一个中心聚集的大型细胞癌，并伴有副肿瘤综合征，引发甲状旁腺激素相关蛋白的异位，并导致高钙血症。这与吸烟有直接关系。

#### 阴茎生殖器
位于阴茎的原发性鳞状细胞癌（博文氏病）被称之为增殖性红斑。

#### 前列腺
前列腺部位的鳞状细胞癌通常会有非常强的入侵性。它非常难被发现，因为它并不会引起前列腺特异抗原数值上升；而且癌症往往被发现于中期以后。

#### 阴道及子宫
阴道鳞状细胞癌生长缓慢而且经常在阴道附近，但是也可能会转移到肺部或肝脏。它也是最常见的一类阴道癌。

#### 膀胱
绝大多数膀胱癌均是移行细胞癌；但是伴有血吸虫病的膀胱癌通常是鳞状细胞癌。

## 诊断
对鳞状细胞癌的诊断均通过活体检查；比如对皮肤检查，是通过皮肤活检。
鳞状细胞癌和活检的深度不同，而有着不同的病态状况表现；出于这种考虑，活检应当包括皮下组织、基部上皮组织和皮肤表面，从而做出准确的诊断。对皮肤活检中，可能获得不了足够信息用于诊断。一个不完全活检可能会被诊断为带有滤泡组织的光化性角化病。活检深入到皮下组织后可能发现真正的癌症。切除式活检可能比较理想，但在绝大多数病例中并不采用；医生更倾向于选择切开或穿孔式活检。剃式活检最不理想，因为获得的信息非常粗浅。

## 治疗

2004年死于黑素瘤或其他皮肤癌的年龄分布（单位10万人）
无信息
少于0.7
0.7–1.4
1.4–2.1
2.1–2.8
2.8–3.5
3.5–4.2
4.2–4.9
4.9–5.6
5.6–6.3
6.3–7
7–7.7
多于7.7

绝大多数的鳞状细胞癌患者均采取手术切除术。一些病例则采用局部的药物治疗。手术切除中通常采用切除肿瘤及部分无肿瘤边缘。放射性疗法，包括体外放射治疗和短距离放射治疗也可运用于治疗鳞状细胞癌。放射性治疗通常对高危险癌症或患者类型中采取。
莫氏手术也常被采用于治疗中，特别是对皮肤鳞状细胞癌患者；一些医生也在口腔鳞状细胞癌、胃部鳞状细胞癌和颈部鳞状细胞癌患者中采取。病理学家也可使用一类同等效果的、称之为CCPDMA标准方法治疗。
电干燥法和刮除术也可以采用于治疗皮肤鳞状细胞癌。在针对非攻击性鳞状细胞癌、并且患者没有抑制免疫反应情况下，电干燥法和刮除术的采用可以获得比较好或良好的治愈率。
咪喹莫特在至于原发性皮肤或阴茎鳞状细胞癌患者上有成功效果，但是在治疗过程中，药品在并发率和患者不适上非常严重。一个优势是此药物有美容效果：在治疗后，皮肤仍然能够保持正常情况，而没有标准切除术留下的伤痕或病态。咪喹莫特不是一类美国食品和药物管理局支持用于所有类型鳞状细胞癌的药物。
在2007年，澳大利亚生物药品公司Clinuvel开始进行临床试验，证明一种称为阿法诺肽的黑色素细胞刺激素能够产生光保护作用，进而帮助皮肤鳞状细胞癌和光化性角化病患者进行治疗。

## 预后
鳞状细胞癌的长期预后取决于一系列原因：鳞状细胞癌子类、可能的治疗方法、位置及严重性、与病人有关的健康问题（其他并发症、年龄等等）。通常来说，鳞状细胞癌的长期预后是乐观的，但仍有少于4%的鳞状细胞癌案例成为恶性肿瘤。一些特殊类型的鳞状细胞癌有着更高的恶性趋势。一项研究显示，阴茎鳞状细胞癌的死亡率高于其他类型的鳞状细胞癌，达到23%。尽管这类高死亡率的疾病，其原因主要和病人迟延治疗或者规避生殖器检查（直到症状非常严重）。
数据发现，头部和颈部鳞状细胞癌有很大危险转移肿瘤到淋巴系统，并因此可能降低疗效。一项报告显示，食道鳞状细胞癌有58%的比率转移到淋巴结，并最终导致降低生还率。研究显示淋巴肿瘤的五年生存率仅为49.5%，越多的肿瘤进入淋巴系统，生存率越低。

## 流行病学
鳞状皮肤癌的发作在年龄、性别、种族、地理和遗传上有不同。在年龄上，鳞状皮肤癌主要发作于66岁左右。男性和女性在患有此病的比率上为2:1，白种人更容易感染，特别是凯尔特人的皮肤种类，因为他们更多接近于紫外线。还有一些罕见先天性疾病容易引起皮肤癌症。在一些地理位置上，一些曝光的还有砒元素的井水或来自工业用水污染的情况，也可能非常大程度提高患有鳞状皮肤癌的危险。

## 相关
- 有恶化为非黑色素皮肤癌危险的皮肤病列表（英语：List of cutaneous conditions associated with increased risk of nonmelanoma skin cancer）